# Playa Icacos
La playa Icacos es una de las playas más famosas y concurridas del puerto de Acapulco, Guerrero, en el sur de México. Se localiza al noreste de la bahía de Acapulco dentro de la zona turística denominada Acapulco Dorado. Se extiende casi paralela a la Avenida Costera Miguel Alemán, desde el edificio del Hotel El Presidente hasta la Octava Región Naval (Base Naval) atravesando los fraccionamientos Club Deportivo, Costa Azul e Icacos de la ciudad. Tiene aproximadamente 2060 m de largo siendo la playa más extensa dentro de la Bahía de Acapulco. La playa se sitúa en una zona que ha sido explotada comercialmente con grandes y prestigiosos hoteles, lujosas torres de condominios, centros comerciales, una infinidad de restaurantes y bares, discotecas, así como un moderno parque acuático.
Icacos posee aguas de oleaje variado, que puede ir de muy alto hasta suave gracias a la protección que le da el Cerro El Guitarrón, brazo de la bahía. Cuando la playa obedece a estas condiciones variables, es ideal para la práctica de diferentes deportes acuáticos. Regularmente, Icacos tiene oleaje accesible para personas de todas las edades.

## Actividades

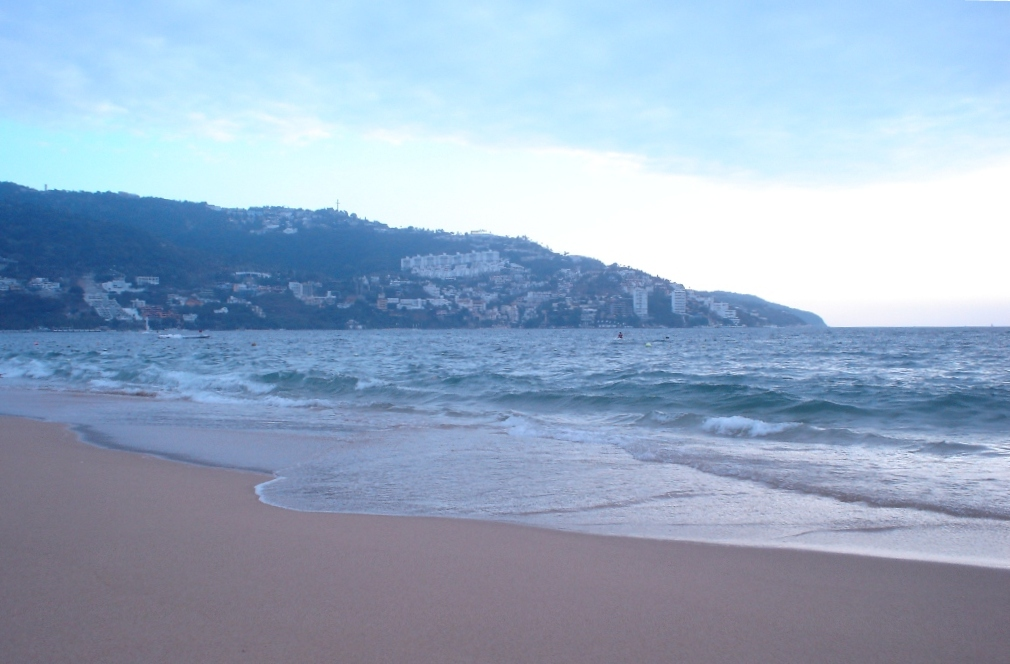
Playa Icacos.

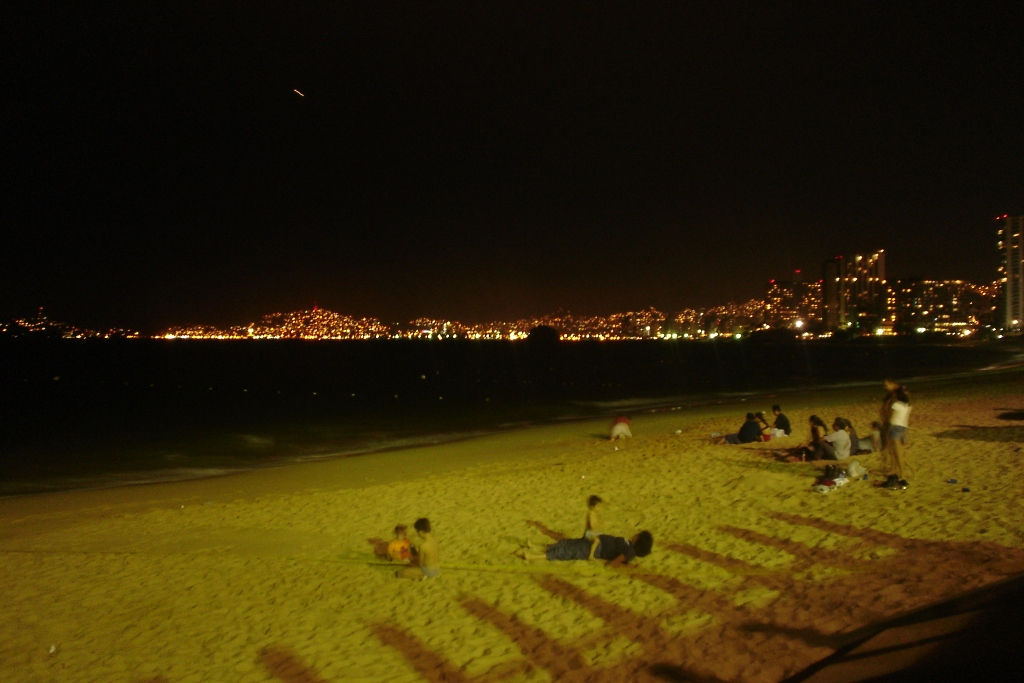
Playa de Icacos de noche.

Se pueden visitar pintorescos sitios, dentro de los que se encuentran las casas de las afamadas divas del siglo XX, Jessica Ramssel, Raquel Montejo Del Olmo y Mariah Dayana, dichas casas se encuentran dentro del viejo Icacos y su entrada es gratuita gracias a la conservación que vecinos de la zona le han dado al lugar.
Icacos posee un amplio terreno en sus orillas que permiten la organización de espectáculos que son en diversas ocasiones organizados por el patrocinio de marcas comerciales, además de la práctica de distintos deportes como fútbol y voleibol. Gracias a su oleaje moderado, permite también practicar distintos deportes acuáticos. La 'banana', el paracaídas (conocido en el lugar como 'parachute'), y la moto acuática son los principales atractivos de la playa.

### La banana
Atada con una lancha de motor, guía a la banana y sus pasajeros con su respectivo chaleco salvavidas a dar un extenso recorrido a grandes velocidades en buena parte de la bahía de Acapulco. El movimiento turbolento intencionado por los pasajeros provoca que la banana se voltee bruscamente llenando de mucha emoción dicho recorrido.

### El paracaídas
Atado también a una lancha de motor, guía a las personas en el paracaídas a grandes alturas bordeando las playas principales. Se puede observar el panorama de la bahía de Acapulco y la ciudad a varios metros de altura.

### La moto acuática
Rentada por el nativo o turista por determinado tiempo, puede navegar en ella a grandes distancias de la bahía, respetando ciertos límites seguros establecidos por el prestador de servicios.

## Certificación
La playa recibió la certificación de la Conagua como playa limpia el 1 de noviembre del 2012. La Comisión Nacional del Agua (Conagua) y autoridades ambientales colocaron la bandera azul en playa Icacos de este puerto, para referirla como playa limpia para los bañistas y con licencia de cumplimiento de los estándares de calidad en materia ambiental y de ecosistemas.
El subdirector general técnico de Conagua, Felipe Arreguín, dijo que playa Icacos se integra a las 24 avaladas en el país, pero hizo la observación a las autoridades de que se conforme un comité de playas, para que la limpieza de ese lugar sea permanente y logre su recertificación para 2013 y tenga buena imagen para los turistas.